# Aloe humilis
Aloe humilis là một loài thực vật có hoa trong họ Măng tây. Loài này được (L.) Mill. mô tả khoa học đầu tiên năm 1771.

## Hình ảnh

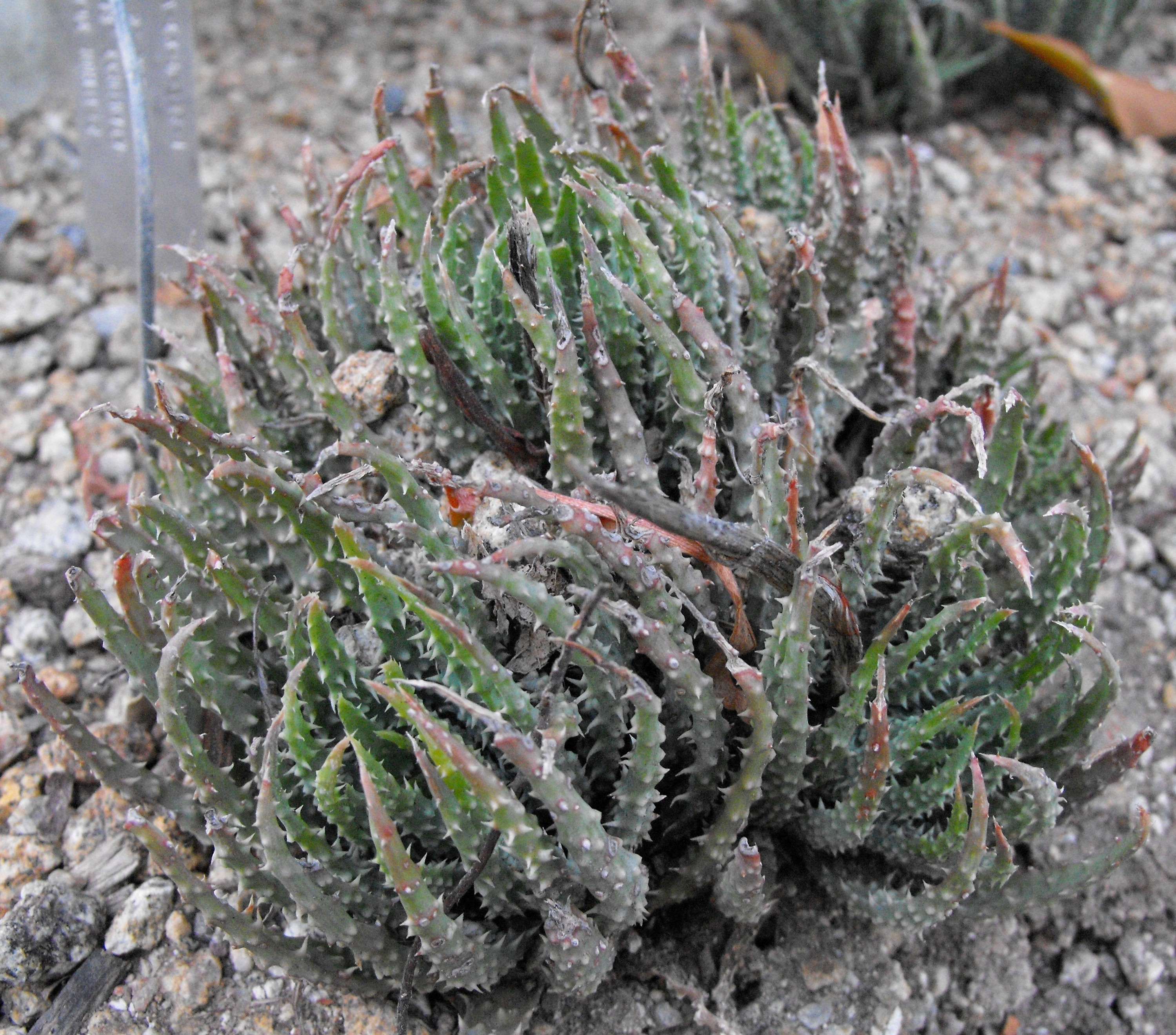
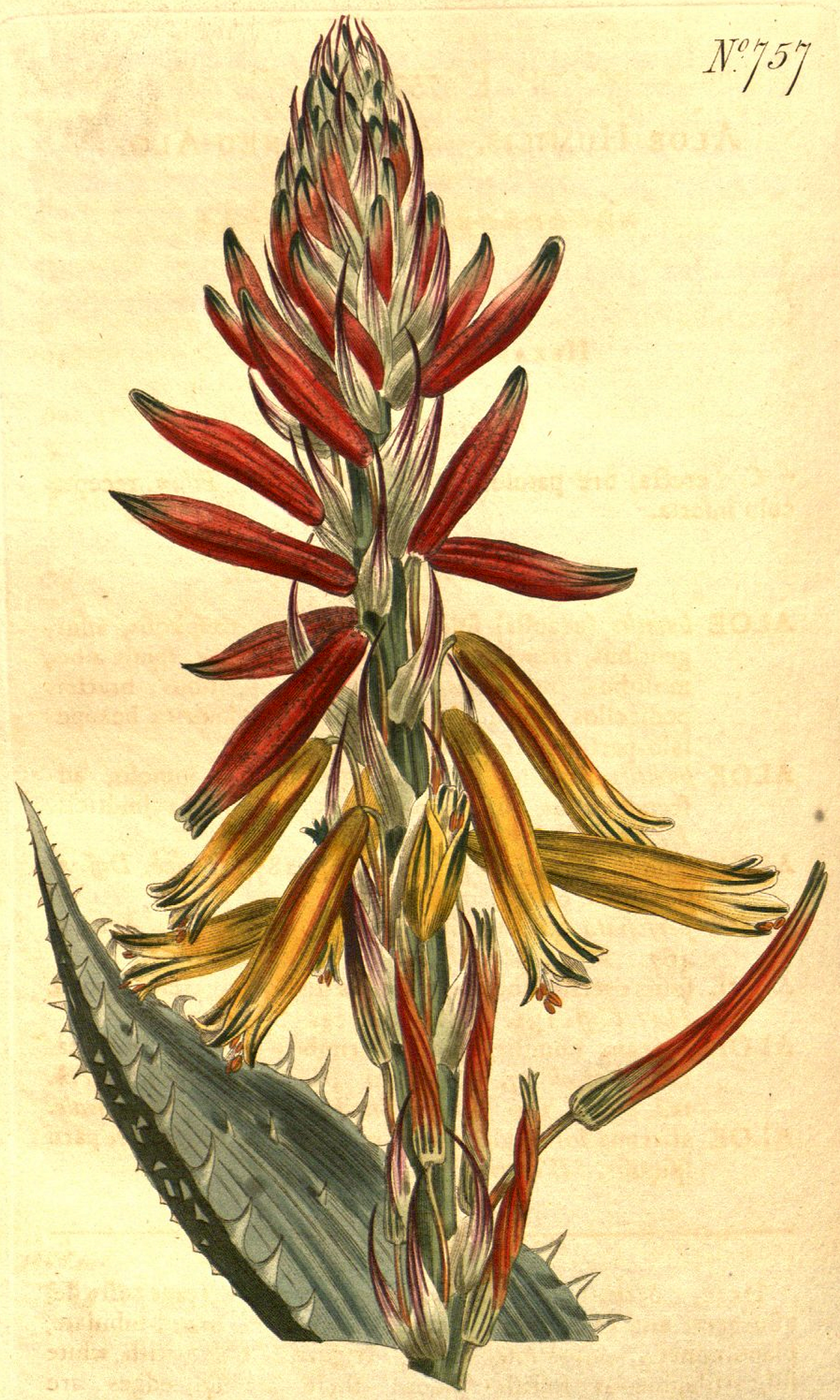
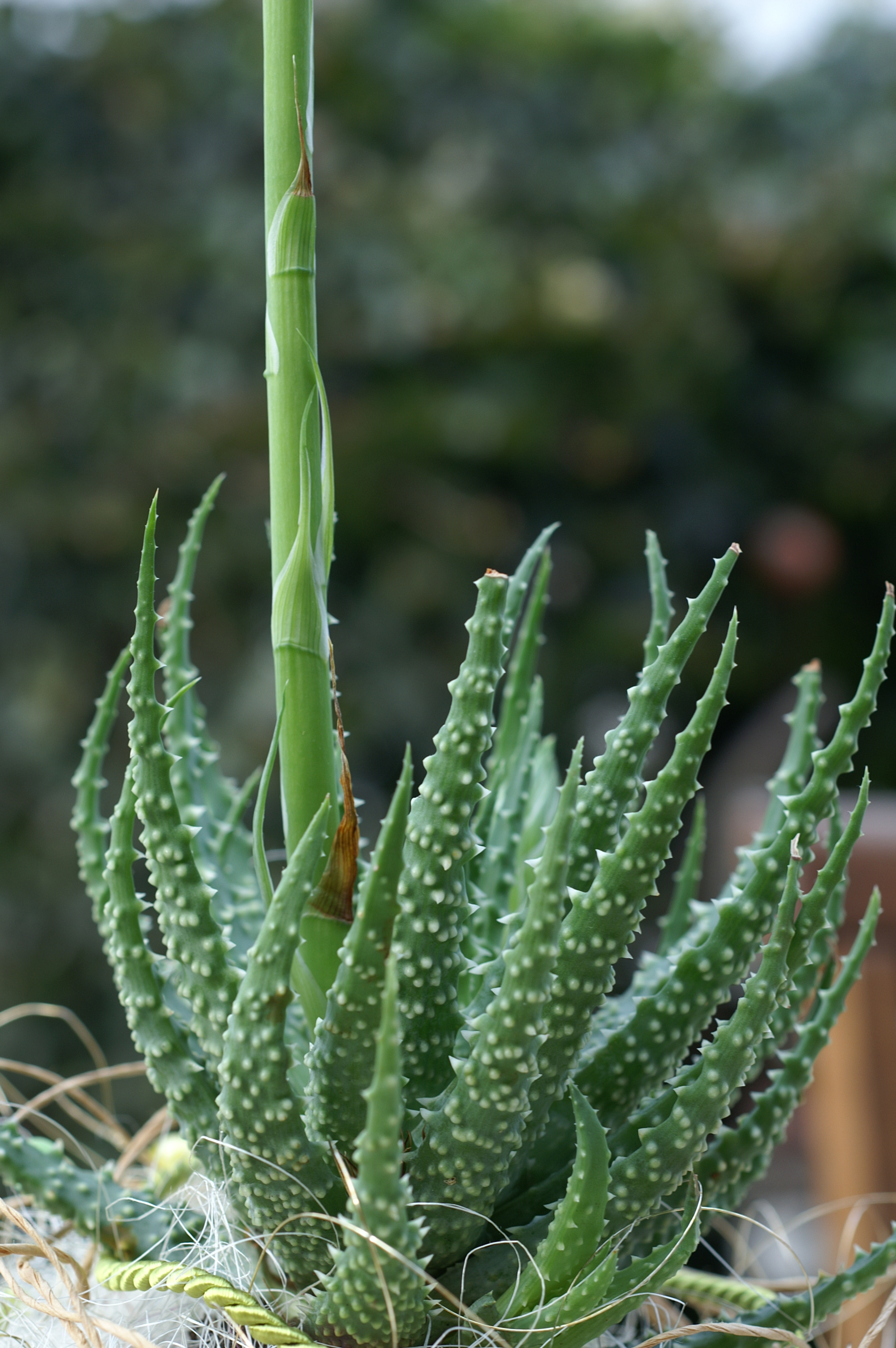
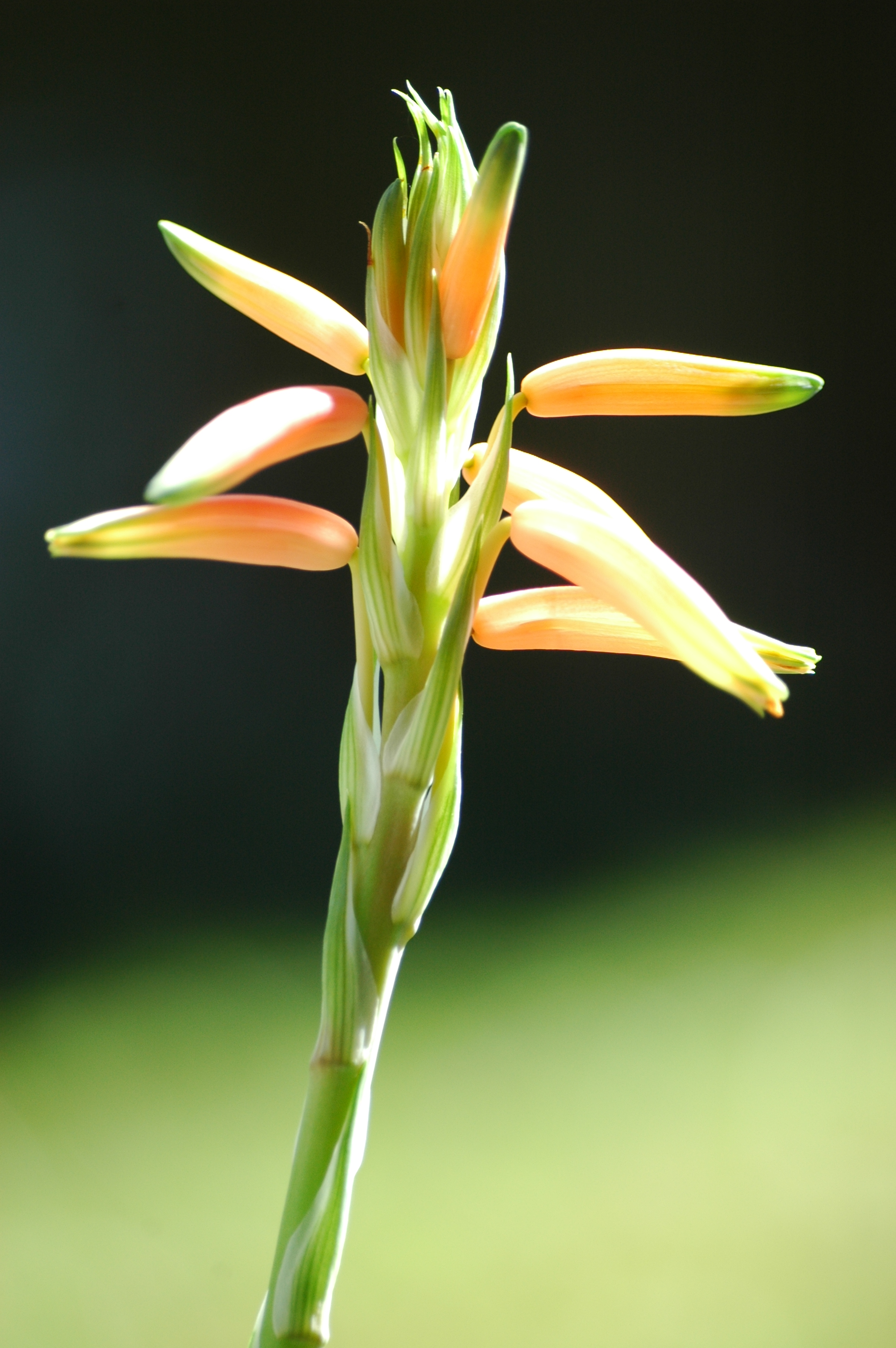